# Armadillidium brambillae
Armadillidium brambillae är en kräftdjursart som beskrevs av Balsamo Crivelli 1859. Armadillidium brambillae ingår i släktet Armadillidium och familjen klotgråsuggor. Inga underarter finns listade i Catalogue of Life.